# نادي مالقا
نادي مالقا لكرة القدم (بالإسبانية: Málaga Club de Fútbol)‏ هو ناد كرة قدم إسباني يلعب حالياً في الدوري الإسباني الدرجة الثانية.
يعتبر نادي مالقا أحد أعرق الأندية الأندلسية لكرة القدم فقد شارك فريق مالقا في ستة وثلاثون موسم في بطولة دوري الدرجة الأولى الإسبانية وأربعة وثلاثين موسم في دوري الدرجة الثانية الإسباني كما سبق للفريق الفوز بكأس إنترتوتو في سنة 2002 وتأهلوا بعدها في الموسم الذي يليه إلى كأس الاتحاد الأوروبي وبلغوا الدور ربع النهائي. رئس النادي فيرناندو سانز وهو كابتن سابق لفريق مالقا وتولى الرئاسة بعد أن اشترى والده ورئيس نادي ريال مدريد السابق لورينزو سانز 97% من أسهم النادي. ثم بيع النادي مجددًا في يونيو عام 2010م للشيخ القطري عبد الله بن ناصر بن عبد الله أحمد آل ثاني. ومما يذكر أن النادي يملك فريق رديف تحت مسمى مالقا ب.

## المنشأ
يعود تاريخ النادي إلى سنة 1904 حيث تم تكوين نادي مالقا لكرة القدم ولم يتعدى حينه كونه مجتمع لتطوير كرة القدم والتي كانت رياضة جديدة في المدينة والتي وصلت لهم من بريطانيا وكان أول خصومه فريق صغير كونه فريق من الأجانب وفي سنة 1907 جاءت محاولات لتعميم كرة القدم أكثر على مستوى المنطقة بين الناس وشهدت سنة 1912 وصول منافس جديد تحت مسمى ملقينو وكذلك لتأسيس منافسة عظيمة مع ملقينو والذي اتحد مع فرق صغيرة أخرى كريسينغ مالقا في سنة 1927 أصبح نادي ملقا يسمى بريال ملقا بعد أن منحه ألفونسو الثامن الرعاية الملكية وخلال موسم 1929/1930 أصبح كل من نادي ريال ملقا ونادي ملقينو ضمن فرق الدرجة الثالثة. وفي أواخر ثلاثينيات القرن الماضي أصبح ريال ملقا يسمى بنادي مالقا الرياضي.

## الاندماج
وشهدت سنة 1933 اندماج كل من نادي مالقا الرياضي ونادي ملقينو ليصبحوا نادي واحد تحت مسمى نادي مالقيتانو الرياضي رغم أنه لم يكن اندماج كلي بل كان بمثابة تغيير اسم نادي ملقينو حيث كانوا أفضل من الناحية المادية وكذلك قائمة لاعبين أفضل من نادي مالقا الرياضي. وفي سنة 1934 ظهر النادي الجديد في الدوري الإسباني للدرجة الثانية لأول مرة حين تم زيادة عدد الفرق من 10 فرق إلى 24 فريق وبعد عدة مواسم في الدرجة الثانية تخللها توقف بسبب الحرب الأهلية الإسبانية. وفي سنة 1941 غير هذا النادي مسماه إلى نادي مالقا الرياضي وفي الوقت نفسه تم افتتاح ملعب الفريق والمسمى روساليدا.

## أول صعود إلى الدرجة الأولى
سنة 1949 تأهل مالقا لأول مرة إلى الدرجة الأولى بعد العديد من المواسم في الدرجة الثانية وأخرى في الثالثة فبقيادة الرئيس ميغيل نافارو نوغيروليس والمدرب لويس إنريكه نجح الفريق في التأهل في آخر مباراة من موسم 1948/1949 بصفته صاحب المركز الثاني خلف المتصدر فريق ريال سوسييداد وبفارق الأهداف عن فريق غرانادا والذي بقي في الدرجة الثانية وكان المهاجم بيدرو بازان والذي سجل في مباراة 9 أهداف في مرمى فريق هيركليس وكان أكثر لاعب مسجل للأهداف كما أنه كان أحد أهم اللاعبين في الفريق. وبعد هذا الظهور الأول تمكن مالقا من البقاء في بطولة دوري الدرجة الأولى لموسمين متتاليين بقيادة اللاعب السابق ريكاردو زامورا كمدرب للفريق حيث هبط الفريق وعاد للدرجة الثانية بنهاية موسم 1950/1951 ولسوء الحظ كان الفريق بحاجة لنقطة واحدة ليستمر في البطولة ونجح النادي الأندلسي في السنوات اللاحقة في التأهل مرتين الدرجة الأولى في المواسم 1951/1952 و1953/1954 وفي كل مرة كان يهبط في الموسم التالي للدرجة الثانية مره أخرى وأيضا لفارق نقطة واحدة فقط في كلا الموسمين ومن ما يذكر في موسم 1952/1953 فقد نجح نادي مالقا في تحقيق أبرز نتائجه أمام فريق ريال مدريد حين سحقه بسداسية نظيفة على ملعبه روساليدا.

## العصر الذهبي في السبعينيات
بعد أن صعد فريق مالقا إلى الدرجة الأولى لعدة مرات لم تدوم لمدة طويلة في الدرجة الأولى في ستينيات القرن الماضي والتي أثمرت هبوط مباشر للدرجة الثانية بعد سنة أو سنتين في الدرجة الأولى صعد مالقا مرة أخرى إلى الدرجة الأولى في موسم 1969/1970 تحت قيادة الرئيس أنطونيو رودريغوز لوبيز والمدرب خينو كالمار ليبدأ الفريق رحلة الخمس مواسم المتتالية في الدرجة الأولى والتي تعتبر أحد أطول الفترات التي لعب فيها الفريق بشكل متواصل في أعلى درجات في الكرة الإسبانية ورغم أن الرئيس أنطونيو رودريغوز لوبيز قد قتل بطريقة وحشية بقضية تتعلق بالمافيا في سنة 1971 وبعدها خلفه رافاييل سيرانو كارفاخال لبقية مدة الخمس مواسم التي بقيها النادي بالدرجة الأولى. ومن أبرز اللاعبين الذين برزوا في تلك الفترة ميغيل راموس فارغاس "ميغيلي"، سيباستيان فيبرتي، خوان أنطونيو ديوستو، وخوزيه دياز ماسياس. وقد حقق الفريق إنجازات جيدة كتحقيقه للمركز السابع في الدرجة الأولى موسمي 1971/1972 و1973/1974 والذي يعتبر أفضل مركز حصده الفريق للآن كما حققوا جائزة ريكاردو زامورا لأفضل حارس في الموسم 1971/1972 والتي حصدها الحارس ديوستو وكذلك حقق الفريق في موسم 1972/1973 أفضل إنجاز في كأس إسبانيا حين أقصي الفريق من نصف النهائي عن طريق فريق أتلتيك بيلباو كما حققوا الفوز الأول على ملعب كامب نو حين هزم برشلونة في نهاية موسم 1971/1972 كما أسس الفريق النشيد الرسمي للفريق والمسمى بمالقا بوبونيرا ومنذ ذلك أصبحت الأغنية النشيد الرسمي للنادي وبعد سنوات ذهبية للفريق الأندلسي جاءت النهاية التي أوقفت سير الفريق بالهبوط للدرجة الثانية.

## تبديل الفريق
امتلك فريق مالقا فريق رديف والذي أوجد في 25 مايو 1948 عندما استحوذ نادي مالقا على الفريق الأول لنادي سانتو توماس والذي كان يرغب في إنشاء فريق رديف وقد تم تغيير اسم النادي إلى أتلتيكو ملقينو ليحيي اسم أحد الفريقين المندمجين لتكوين نادي مالقا في سنة 1933 وخلال موسم 1959/1960 وجد كل من فريق أتلتيكو ملقينو وفريق مالقا الرياضي نفسهما في الدرجة الثالثة وكونه فريق رديف كان لا بد من إسقاط فريق أتلتيكو ملقينو إلى درجة أنزل ولكن لتفادي ذلك تم انفصال الفريق الرديف عن فريقهم الأم وقاموا بتسجيل النادي كنادي منفصل في الاتحاد الإسباني لكرة القدم وهذا سمح للفريق البقاء في الدرجة الثالثة وفي سنة 1992 انهار فريق مالقا وانتهى بسبب المشاكل المالية ولكن فريق أتلتيكو ملقينو استمر في اللعب وفي موسم 1992/1993 وجد الأخير نفسه في المجموعة التاسعة في الدرجة الثالثة وبعد موسم ناجح تأهل الفريق إلى الدرجة الثانية ولكن الفريق هبط في الموسم الذي تلاه وعاد إلى الدرجة الثالثة وواجه صعوبات مالية وكان يتجهون في نفس اتجاه نادي مالقا وفي 19 ديسمبر 1993 في استفتاء صوت أعضاء النادي لتغيير اسم النادي وفي 29 يونيو 1994 تغير اسم النادي من نادي أتلتيكو ملقينو إلى نادي مالقا لكرة القدم والذي أصبح امتداد لما كان يعرف بنادي مالقا الرياضي.

## ملقا والرحلة إلى القمة في الألفية الجديدة
في أوائل هذا القرن كان نادي مالقا غنيًا باللاعبين الشبّان، واللاعبين المهاريين، إضافةً إلى التطور الكبير في الملعب الخاص بالنادي فقد أصبح عصريًا أكثر، وعلى الرغم من أن مالقا لم يصل إلى مرحلة دوري أبطال أوروبا، إلاّ أنه كان ناجحًا تحت قيادة المدرب خواكين بيدرو.
وقد لعب نادي مالقا في بطولة كأس إنترتوتو سنة 2002، بعد هزيمة كلٍ من فريق جينت البلجيكي وفريق فيلم تيلبورغ الهولندي وفريق فياريال الإسباني استطاع فريق مالقا المشاركة في كأس الاتحاد الأوربي حيث كان أعلى الإنجازات بوصوله إلى مرحلة ربع النهائي أمام فريق بوافيستا البرتغالي بعد فوزه على كل من فريق زيليزنيكار ساراييفو من البوسنة والهرسك وأميكا ورونكي البولندي وليدز يونايتد الإنجليزي وأيك أثينا اليوناني ثم أنهاها بخسارة أمام بوافيستا بركلات الترجيح.
بعد اعتزال المدرب القدير خواكين بيدرو غادر الفريق 4 من لاعبيه الأساسيين، وهم داريو سيلفا، كيكي موسامبا، ديلي فالديز وييدرو كونتيتراس، وبعد ذلك أخذ المدرب خواندي راموس دفّة قيادة النادي وقد تلقى مالقا صفعة قاسية بالخسارة من فريق برشلونة 1/5، وفي الإياب استطاع الانتصار بثلاثية المهاجم الإسباني سالفا المعار من نادي فالنسيا في حينها، والذي كان على بعد هدفين من لقب هداف البطولة، وبعدها ترك خواندي راموس التدريب في مالقا، وتوجّه لنادي إشبيلية الأندلسي وأخذ مكانه جورجيو مانزانو.

## المواسم الأخيرة
| الموسم    | الدرجة  | المركز | المباريات | الفوز | التعادل | الخسارة | له | عليه | النقاط | كأس إسبانيا  | البطولات القارية     | البطولات القارية | ملاحظات |
| --------- | ------- | ------ | --------- | ----- | ------- | ------- | -- | ---- | ------ | ------------ | -------------------- | ---------------- | ------- |
| 1999-2000 | الأولى  | 12     | 38        | 11    | 15      | 12      | 55 | 50   | 48     |              |                      |                  |         |
| 2000-2001 | الأولى  | 8      | 38        | 16    | 8       | 14      | 60 | 61   | 56     |              |                      |                  |         |
| 2001-2002 | الأولى  | 10     | 38        | 13    | 14      | 11      | 44 | 44   | 53     |              |                      |                  |         |
| 2002-2003 | الأولى  | 14     | 38        | 11    | 13      | 14      | 44 | 49   | 46     |              | كأس الاتحاد الأوروبي |                  |         |
| 2003-2004 | الأولى  | 10     | 38        | 15    | 6       | 17      | 50 | 55   | 51     |              |                      |                  |         |
| 2004-2005 | الأولى  | 10     | 38        | 15    | 6       | 17      | 40 | 48   | 51     | الدور الثالث |                      |                  |         |
| 2005-2006 | الأولى  | 20     | 38        | 5     | 9       | 24      | 36 | 68   | 24     | الدور الثالث |                      |                  | هابط    |
| 2006-2007 | الثانية | 15     | 42        | 14    | 13      | 15      | 49 | 50   | 55     |              |                      |                  |         |
| 2007-2008 | الثانية | 2      | 42        | 20    | 12      | 10      | 58 | 42   | 72     |              |                      |                  | صاعد    |
| 2011-2012 | الأولى  | ؟      | ؟         | ؟     | ؟       | ؟       | ؟  | ؟    | ؟      |              |                      |                  |         |

## تشكيلة الفريق

### التشكيلة الحالية
آخر تحديث في 24 أغسطس 2016.

ملاحظة: تشير الأعلام إلى المنتخب الوطني على النحو المحدد في قواعد الأهلية للفيفا. قد يحمل اللاعبون أكثر من جنسية واحدة غير تابعة للفيفا.
| الرقم | البلد      | المركز | اللاعب                                     |
| ----- | ---------- | ------ | ------------------------------------------ |
| 2     | إسبانيا    | مدافع  | إجناسي ميكيل                               |
| 3     | إسبانيا    | مدافع  | دييغو غونزاليس                             |
| 4     | فنزويلا    | مدافع  | ميكيل بيانويفا                             |
| 5     | إسبانيا    | مدافع  | دييغو يورينتي (إعارة من نادي ريال مدريد)   |
| 6     | إسبانيا    | وسط    | إغناسيو كاماتشو                            |
| 7     | إسبانيا    | وسط    | خوان كارلوس (إعارة من نادي سبورتينغ براغا) |
| 8     | الأوروغواي | مهاجم  | مايكل سانتوس                               |
| 9     | البرازيل   | مهاجم  | تشارلس دياز دي أوليفيرا                    |
| 10    | فنزويلا    | وسط    | خوانبي                                     |
| 11    | الأوروغواي | وسط    | شوري كاسترو                                |
| 14    | إسبانيا    | وسط    | ريسيو                                      |

| الرقم | البلد      | المركز | اللاعب                                   |
| ----- | ---------- | ------ | ---------------------------------------- |
| 15    | الأوروغواي | مدافع  | فيديريكو ريكا                            |
| 17    | البرتغال   | وسط    | دودا                                     |
| 18    | فنزويلا    | مدافع  | روبرتو روساليس                           |
| 19    | إسبانيا    | مهاجم  | ساندرو راميريز                           |
| 20    | إسبانيا    | وسط    | سيرخيو غونتان                            |
| 21    | إسبانيا    | وسط    | يوني رودريغيز                            |
| 22    | صربيا      | وسط    | زدرافكو كوزمانوفيتش (إعارة من نادي بازل) |
| 23    | إسبانيا    | مدافع  | ميغيل توريس                              |
| 24    | المغرب     | وسط    | عدنان تيغدويني                           |
| 27    | إسبانيا    | حارس   | آرون إسكانديل                            |
| 31    | إسبانيا    | وسط    | بابلو فورنالس                            |
| 39    | إسبانيا    | وسط    | خافيير أونتيفيروس                        |

### اللاعبون المعارون
ملاحظة: تشير الأعلام إلى المنتخب الوطني على النحو المحدد في قواعد الأهلية للفيفا. قد يحمل اللاعبون أكثر من جنسية واحدة غير تابعة للفيفا.
| الرقم | البلد   | المركز | اللاعب                                         |
| ----- | ------- | ------ | ---------------------------------------------- |
|       | المكسيك | حارس   | غييرمو أوتشوا (إلى نادي غرناطة)                |
|       | إسبانيا | مدافع  | ألبرتو لوبيز خيمينيز (إلى نادي ريال مايوركا ب) |
|       | إسبانيا | مدافع  | ميغيل سيفونتيس (إلى نادي جيرونا)               |

| الرقم | البلد    | المركز | اللاعب                                                     |
| ----- | -------- | ------ | ---------------------------------------------------------- |
|       | البرتغال | مهاجم  | ريكاردو هورتا (إلى نادي سبورتينغ براغا)                    |
|       | فنزويلا  | مهاجم  | خايمي خوسيه مورينو تشيوركياري (إلى نادي ديبورتيفا ليونيسا) |

تنتهي إعارة جميع اللاعبين في 30 يونيو 2017.

## النجوم السابقون
| - فيديريكو إنسوا - بابلو جويدي - مارسيلو تروبياني - أرييل سيلفيو زاراتي - كريستيان دياز - بابلو كالاندريا - استيبان غونزاليس - غوستافو ماتوساس - خوان كامر - رودولفو فيلانوفا - سيباستيان فيبيرتي - كارلوس جويريني - راؤول كاسترونوفو - فيليكس نيتو - خوان كانتاروتي - رودريغيز فيرير - أوسكار ريغينهاردت - أماديو غاسباريني - ريكاردو ألبيس - أموروزو - كاتانيا - فرناندو بايانو - رودريغاو | - Genilson - فرانكا - ريكاردو بوفيو - تشارلز سانتوس - سيريل ماكاناكي - ألبيرو أوسورياغا - باولو وانشوب - لوكا بوناتشيتش - إفان ليكو - كيم كريستوف - جون لاوريدسن - إمانويل دورادو - أووسو أفريي - أوول كواي - أنتوني كوستلي - إبراهيم ثيام - دراغوي ليكوفيتش - فلاديمير بوبوفيتش - عبد الله بن بارك - حسن فاضل - كيكي موسامبا - خوليو ديلي فالديز - أنطونيو كابرال | - سباستيان فليتاس - بيدرو إكارت - يواكيم أغوستينيو - دودا - إدغار باتشيكو - كارلوس ليتوس - جورج ريبيرو - ميلان ميلياتش - بيدرو بازان - خيسوس جاراي - ميغيلي - خوان أنطونيو ديوستو - خوزيه ماسياس - باكيتو - استيبان فيغو - أنطونيو ماتا - تشانو - خوزيه لويس روميرو - خوان غوميز غونزاليس - بيدرو لويس خارو - خوزيه ماريا موفيلا - فرانشيسكو روفيتي | - خافيير سانتشيز بروتو - ألبرت لوكي - خوسيمي - كوكي - خورخي توتي - كارلوس ساندرو - فيسينتي فالكارسي - أليكس جيخو - جوستافو ماتوساس - داريو سيلفا - جونزالو دي لوس سانتوس - مارتن ريفاس - مارسلو روميرو - دييغو ألونزو - تشينغي موراليس - فولتير جارسيا |

- خواكين سانشيز
- جيريمي تولالان *  إيسكو
- جوليو بابتيستا
- مارتن ديميكيليس
- دييغو لوجانو
- خافيير سافيولا
- سيرجيو دودا

## سجل بطولات الفريق
- دوري أبطال أوروبا مشاركة واحدة وصل إلى ربع النهائي
- مشاركة واحدة في كأس الاتحاد الأوربي.
- مشاركة واحدة في كأس إنترتوتو.

## وصلات خارجية
- الموقع الرسمي
- صفحة النادي في موقع كورة